# Et øjeblik
Et øjeblik è un singolo della cantante danese Medina, pubblicato il 7 maggio 2007 dall'etichetta discografica At:tack. Il brano è incluso nell'album di debutto della cantante, Tæt på.

## Tracce
Download digitale
1. Et øjeblik (con Joe True) - 3:16